# Гражданская оборона
„Гражданская оборона“ (на български: „Гражданска отбрана“) от Омск е сред най-известните руски пънк рок групи. Неин основател, вокалист и постоянен участник е Егор Летов. Групата съществува до смъртта на Летов през 2008 г.

## История
На 8 ноември 1984 г. членовете Егор Летов и Константин Рябинов на разпадналата се група „Посев“ основават „Гражданская оборона“. Към тях се присъединява китаристът Андрей Бабенко. В този си състав групата е до март 1985, като през това време записват стари песни от времето на „Посев“ в албумите „Поганая молодежь“ и „Оптимизм“. Въпреки това те са издадени чак през 1988 г., защото по време на записите членовете на групата са следени от КГБ. Рябинов, въпреки проблеми със сърцето, е повикан в армията, а Летов е хоспитализиран в психиатрията.
През лятото на 1986 Летов записва заедно с Евгений Филатов „Червения албум“. Той е издаден официално през 1987, презаписан само от Летов, който свири на всички инструменти.
През 1987 участват на Първия Сибирски рок фестивал. В периода май-юни Летов записва сам цели 5 албума. Записите се разпространяват нелегално между феновете на групата и тя добива популярност в ъндърграунда. През 1989 г. Гражданская оборона се премества в Ленинград, където работят с продуцента Сергей Фирсов. Той им урежда участие в местния рок клуб, издадено по-късно като концертен албум. Студийните си записи извършват в студиото на група Аукцион, а Летов записва акустичен албум в дома на Фирсов. Благодарение на продуцента си групата изнася концерти в Талин, Симферопол, Ялта, Гурзуф. Провеждат турне заедно с Янка Дягилева.
През 1990 г. се утвърждава постоянен състав на групата: Егор Летов (вокал, китара), Константин Рябинов (бас), Игор Жевтун (китара) и Аркадий Климкин (ударни). Скоро обаче Гражданская оборона се разпада.
През 1993 г. Летов събира групата отново. Гастролират в рок движението „Русский прорыв“ заедно с групите „Инструкция по выживанию“ и „Родина“. През 1996 г. подкрепят Генадий Зюганов на президентските избори. Групата записва албумите „Солнцеворот“ и „Невыносимая лёгкость бытия“ същата година. Към края на 90-те години Гражданская оборона няма постоянен състав, често се сменят китаристите, а на баса свири бъдещата жена на Летов Наталия Чумакова. През 1999 г. Константин Рябинов се премества в Санкт Петербург и от оригиналния състав остава само Летов.
През 2002 г. издават албума „Звездопад“, а през 2004 г. групата празнува своята 20 годишнина с концерти в Москва и Санкт Петербург с участието на множество бивши музиканти. Албумите „Долгая счастливая жизнь“ и „Реанимация“ носят комерсиален успех на групата, което не е много добре възприето от старите фенове, но вниманието на медиите спомага за привличането на нова публика. Песните от тези албуми са излъчвани в ефира на Наше Радио. Гражданская оборона изнасят и няколко концерта в САЩ.
През 2007 г. Гражданская оборона издават последния си аблум "Зачем снятся сны?". Групата престава да съществува след смъртта на Егор Летов на 19 февруари 2008 г.

## Албуми
- 1985 – Поганая молодёжь
- 1985 – Оптимизм
- 1986 – Игра в бисер перед свиньями
- 1987 – Мышеловка
- 1987 – Хорошо!!
- 1987 – Тоталитаризм
- 1987 – Некрофилия
- 1987 – Красный альбом
- 1988 – Всё идёт по плану
- 1988 – Так закалялась сталь
- 1988 – Боевой стимул
- 1989 – Тошнота
- 1989 – Песни радости и счастья
- 1989 – Война
- 1989 – Здорово и вечно
- 1989 – Армагеддон-Попс
- 1989 – Русское поле экспериментов
- 1990 – Инструкция по выживанию
- 1997 – Солнцеворот
- 1997 – Невыносимая лёгкость бытия
- 2002 – Звездопад
- 2004 – Долгая счастливая жизнь
- 2005 – Реанимация
- 2007 – Зачем снятся сны?